# 大頭康吉鰻
大頭康吉鰻（学名：Conger macrocephalus），又稱大頭糯鰻，为條鰭魚綱鰻形目糯鰻科康吉鰻屬下的一个种。该物种主要分布于中西太平洋菲律賓海域，深度203至329公尺，体长可达80.3公分，為底棲性魚類，生活習性不明，無經濟價值，不可食用。